# Estigmene
Genre
Estigmene est un genre de lépidoptères (papillons) de la famille des Erebidae et de la sous-famille des Arctiinae.
Ses espèces sont originaires d'Amérique et d'Afrique.

## Liste des espèces
Selon FUNET Tree of Life (2 novembre 2020) :
- Estigmene acrea (Drury, 1773)
- Estigmene albida (Stretch, 1874)
- Estigmene ansorgei Rothschild, 1910
- Estigmene atrifascia (Hampson, 1907)
- Estigmene flaviceps Hampson, 1907
- Estigmene griseata Hampson, 1916
- Estigmene internigralis Hampson, 1905
- Estigmene laglaizei Rothschild, 1910
- Estigmene melanoxantha Gaede, 1926
- Estigmene multivittata Rothschild, 1910
- Estigmene neuriastis Hampson, 1907
- Estigmene ochreomarginata Bethune-Baker, 1909
- Estigmene rothi Rothschild, 1910
- Estigmene sabulosa Romieux, 1943
- Estigmene tenuistrigata Hampson, 1900
- Estigmene testaceoflava Rothschild, 1933
- Estigmene tilkiani Wiltshire, 1990
- Estigmene trivitta (Walker, 1855)
- Estigmene unilinea Rothschild, 1910